# Silene vulgaris
Silene vulgaris là loài thực vật có hoa thuộc họ Cẩm chướng. Loài này được (Moench) Garcke miêu tả khoa học đầu tiên năm 1869.